# برموندزی
longitudeبرموندزیlatitudeبرموندزی
برموندزی (به انگلیسی: Bermondsey) یک ناحیه در لندن است که در منطقه سات‌ارک لندن واقع شده‌است.

## ایستگاه‌های نزدیک
- ایستگاه متروی برموندزی
- ایستگاه پل لندن
- ایستگاه متروی بارو
- ایستگاه کانادا واتر